# Claës-Axel Wersäll
Claës-Axel Wersäll (26. juni 1888 – 12. februar 1951) var en svensk gymnast som deltog i OL 1912 i Stockholm.
Wersäll blev olympisk mester i gymnastik under OL 1912 i Stockholm. Han var med på det svenske hold som vandt holdkonkurrencen for hold i svensk system. Hold fra tre nationer var med i konkurrencen, der blev afholdt på Stockholms Stadion.
Hans brødre, Gustaf og Ture Wersäll, deltog ligeledes i olympiske lege. Deres far var politikeren Claës Wersäll.